# Matías Almeyda
Matías Almeyda, född 21 december 1973 i Azul, Buenos Aires, är en argentinsk mittfältare i fotboll. Han spelade för Argentina i OS 1996 och VM 1998 och 2002. Han är numera tränare i San José Earthquakes.

## Meriter
River Plate
- Copa Libertadores: 1996
- Primera División de Argentina: 1993A, 1994A, 1996A

Lazio
- Coppa Italia: 1998, 2000
- Italienska supercupen: 1998
- Cupvinnarcupen: 1999
- UEFA Super Cup: 1999
- Serie A: 2000

Argentina
- Olympiskt silver - 1996

Individuellt
- Årets spelare i Serie A: 1999